# Canton de Charmes
Le canton de Charmes est une circonscription électorale française située dans le département des Vosges et la région Grand Est.

## Histoire
Le canton de Charmes a été créé en 1801.
Un nouveau découpage territorial des Vosges (département) entre en vigueur à l'occasion des premières élections départementales suivant le décret du 27 février 2014. Les conseillers départementaux sont, à compter de ces élections, élus au scrutin majoritaire binominal mixte. Les électeurs de chaque canton élisent au Conseil départemental, nouvelle appellation du Conseil général, deux membres de sexe différent, qui se présentent en binôme de candidats. Les conseillers départementaux sont élus pour 6 ans au scrutin binominal majoritaire à deux tours, l'accès au second tour nécessitant 12,5 % des inscrits au 1er tour. En outre la totalité des conseillers départementaux est renouvelée. Ce nouveau mode de scrutin nécessite un redécoupage des cantons dont le nombre est divisé par deux avec arrondi à l'unité impaire supérieure si ce nombre n'est pas entier impair, assorti de conditions de seuils minimaux. Dans les Vosges, le nombre de cantons passe ainsi de 31 à 17. Le nombre de communes du canton de Charmes passe de 26 à 52.
Le canton de Charmes est formé de communes des anciens cantons de Charmes (26 communes), de Dompaire (8 communes), de Rambervillers (11 communes) et de Châtel-sur-Moselle (7 communes). Il est entièrement inclus dans l'arrondissement de Épinal. Le bureau centralisateur est situé à Charmes.

## Représentation

### Conseillers généraux de 1833 à 2015
| Période                                  | Période          | Identité                       | Étiquette           | Qualité |
| ---------------------------------------- | ---------------- | ------------------------------ | ------------------- | --- |
| 1833                                     | 1839             | Nicolas Gouvernel              |                     | Maître de forges Maire de Charmes (1830-1840) Député (1831-1837) |
| 1839                                     | 1848             | Charles d'Hennezel             |                     | Propriétaire Maire de Bettoncourt |
| 1848                                     | 1854 (décès)     | Nicolas Gouvernel              |                     | Maître de forges Maire de Charmes (1830-1840 et 1841-1845) Député (1831-1837) |
| 1854                                     | 1877 (décès)     | Joseph Grandjean               | Droite              | Président du Conseil Général (1875-1876) Notaire Maire de Charmes (1860-1868) |
| 1877                                     | 1895             | Xavier Mougin                  | Républicain         | Directeur de la Cristallerie de Portieux Maire de La Verrerie-de-Portieux Député (1889-1902) |
| 1895                                     | 1919             | Nestor Eury                    | Républicain         | Président du Conseil Général (août à décembre 1919) Médecin Maire de Charmes (1889-1903), conseiller d'arrondissement |
| 1919                                     | 1940             | Adrien Richard                 | Républicain         | Directeur de la Cristallerie de Portieux Maire de Portieux (1900-1929) Sénateur (1927-1944) |
|                                          |                  |                                |                     | |
| 1943                                     | 1945             | Jean Hanus (1891-1966)         |                     | Industriel, capitaine aviateur Conseiller municipal de Charmes Nommé conseiller départemental en 1943 |
|                                          |                  |                                |                     | |
| 1945                                     | 1973 (démission) | Paul Legrand                   | JR puis RGR puis RI | Exploitant forestier Maire d'Essegney (1929-1955 et 1959-1971) |
| 1973                                     | 1976             | Marcel Gourmand                | UDR                 | Brasseur Maire de Charmes (1965-1989) |
| 1976                                     | 2015             | Gilbert Didierjean (1932-2021) | PS puis DVD         | Cadre à la Sécurité sociale Conseiller général délégué au handicap auprès du Vice-Président délégué à l'action sociale, à la solidarité et au logement. Vice-Président de la Commission "Action sociale, solidarité et logement". Maire de Vincey (1977-2014) Suppléant du député Christian Franqueville (1997-2002) |
| Les données manquantes sont à compléter. |                  |                                |                     | |

### Conseillers d'arrondissement (de 1833 à 1940)
Le canton de Charmes avait deux conseillers d'arrondissement jusqu'en 1926.
Il appartenait à l'arrondissement de Mirecourt jusqu'à sa disparition en 1926.
| Période                                  | Période      | Identité                             | Étiquette | Qualité |
| ---------------------------------------- | ------------ | ------------------------------------ | --------- | --- |
| 1833                                     | 1844 (décès) | Jean Baptiste Demangeon (1764-1844)  |           | Médecin, maire de Chamagne                                                                                  |
| 1833                                     | 1839         | Jean Claude Jeannequin (1759-1844)   |           | Propriétaire, ancien maire de Charmes                                                                       |
| 1839                                     | 1848         | Joseph Maurice Grandjean (1804-1877) |           | Notaire à Charmes                                                                                           |
| 1845                                     | 1848         | Joseph Jeannequin                    |           | Maire de Charmes (1845-1848)                                                                                |
|                                          |              |                                      |           | |
| 1865                                     | 1867         | Xavier Mougin                        |           | Directeur de la Cristallerie de Portieux Maire de Portieux (1867-1900)                                      |
|                                          |              |                                      |           | |
|                                          | 1884         | Alphonse Bailly                      | Droite    | Maire de Bouxurulles                                                                                        |
|                                          |              |                                      |           | |
| 1889                                     | 1895         | Nestor Eury                          |           | Médecin, maire de Charmes                                                                                   |
| 1889                                     | 1898         | M. Marchal                           |           | |
| 1898                                     |              | Léon Carnet                          |           | Notaire à Charmes                                                                                           |
| 1898                                     |              | Auguste Nicot                        |           | Agriculteur, maire de Chamagne                                                                              |
|                                          |              |                                      |           | |
|                                          | 1919         | Isidore Edmond Huin                  |           | Négociant en grains à Charmes                                                                               |
| 1913                                     | 1940         | Charles Eulriet                      | RG        | Agriculteur, adjoint au maire de Varmonzey                                                                  |
| 1919                                     | 1940         | Paul Huin (1893-1948)                | URD       | Garagiste, conseiller municipal de Charmes, Président de l'Association des mutilés                          |
| 1940                                     |              |                                      |           | Les conseils d'arrondissement ont été suspendus par la loi du 12 octobre 1940 et n'ont jamais été réactivés |
| Les données manquantes sont à compléter. |              |                                      |           | |

### Conseillers départementaux depuis 2015
| Période élective | Période élective | Mandat | Mandat   | Identité         | Nuance | Nuance | Qualité                                                                 |
| ---------------- | ---------------- | ------ | -------- | ---------------- | ------ | ------ | ----------------------------------------------------------------------- |
| 2015             | 2021             | 2015   | 2021     | Martine Boulliat |        | DVD    | Chef d'entreprise Adjointe au Maire de Nomexy (maire depuis 2020)       |
| 2015             | 2021             | 2015   | 2021     | Robert Colin     |        | DVD    | Ingénieur Maire de Charmes (2014-2020)                                  |
| 2021             | 2028             | 2021   | en cours | Martine Boulliat |        | DVD    | Conseillère sortante                                                    |
| 2021             | 2028             | 2021   | en cours | Éric Jacoté      |        | DVC    | Maire d'Essegney, Vice-Président de la Fédération française de cyclisme |

### Résultats détaillés

#### Élections de mars 2015
À l'issue du 1er tour des élections départementales de 2015, deux binômes sont en ballottage : Jocelyne Jabrin et Stéphane Perry (FN, 36,23 %) et Martine Boulliat et Robert Colin (DVD, 22,29 %). Le taux de participation est de 52,12 % (7 867 votants sur 15 094 inscrits) contre 52,67 % au niveau départemental et 50,17 % au niveau national.
Au second tour, Martine Boulliat et Robert Colin (DVD) sont élus avec 52,81 % des suffrages exprimés et un taux de participation de 52,4 % (3 656 voix pour 7 911 votants et 15 097 inscrits).

#### Élections de juin 2021
Le premier tour des élections départementales de 2021 est marqué par un très faible taux de participation (33,26 % au niveau national). Dans le canton de Charmes, ce taux de participation est de 33,92 % (5 070 votants sur 14 947 inscrits) contre 33,12 % au niveau départemental. À l'issue de ce premier tour, deux binômes sont en ballottage : Martine Boulliat et Éric Jacoté (Union au centre, 31,33 %) et Jocelyne Jabrin et Stéphane Perry (RN, 24,47 %).
Le second tour des élections est marqué une nouvelle fois par une abstention massive équivalente au premier tour. Les taux de participation sont de 34,36 % au niveau national, 33,77 % dans le département et 34,09 % dans le canton de Charmes. Martine Boulliat et Éric Jacoté (Union au centre) sont élus avec 65,76 % des suffrages exprimés (3 069 voix pour 5 096 votants et 14 948 inscrits),,.

## Composition

### Composition avant 2015

Situation du canton de Charmes dans l'arrondissement d'Épinal avant 2015.

Ce canton était composé de vingt-six communes.
| Nom                   | Code Insee | Codepostal | Superficie (km2) | Population (dernière pop. légale) | Densité (hab./km2) |
| --------------------- | ---------- | ---------- | ---------------- | --------------------------------- | ------------------ |
| Charmes (chef-lieu)   | 88090      | 88130      | 23,49            | 4 653 (2012)                      | 198                |
| Avillers              | 88023      | 88500      | 6,92             | 91 (2012)                         | 13                 |
| Avrainville           | 88024      | 88130      | 4,57             | 106 (2012)                        | 23                 |
| Battexey              | 88038      | 88130      | 2,72             | 33 (2012)                         | 12                 |
| Bettoncourt           | 88056      | 88500      | 3,18             | 87 (2012)                         | 27                 |
| Bouxurulles           | 88070      | 88130      | 6,70             | 153 (2012)                        | 23                 |
| Brantigny             | 88073      | 88130      | 3,01             | 199 (2012)                        | 66                 |
| Chamagne              | 88084      | 88130      | 15,29            | 457 (2012)                        | 30                 |
| Essegney              | 88163      | 88130      | 8,41             | 735 (2012)                        | 87                 |
| Évaux-et-Ménil        | 88166      | 88450      | 5,00             | 350 (2012)                        | 70                 |
| Florémont             | 88173      | 88130      | 8,09             | 428 (2012)                        | 53                 |
| Gircourt-lès-Viéville | 88202      | 88500      | 8,44             | 174 (2012)                        | 21                 |
| Hergugney             | 88239      | 88130      | 5,46             | 138 (2012)                        | 25                 |
| Langley               | 88260      | 88130      | 2,73             | 184 (2012)                        | 67                 |
| Marainville-sur-Madon | 88286      | 88130      | 4,88             | 86 (2012)                         | 18                 |
| Pont-sur-Madon        | 88354      | 88500      | 3,42             | 162 (2012)                        | 47                 |
| Portieux              | 88355      | 88330      | 7,90             | 1 295 (2012)                      | 164                |
| Rapey                 | 88374      | 88130      | 3,03             | 19 (2012)                         | 6,3                |
| Rugney                | 88406      | 88130      | 5,73             | 101 (2012)                        | 18                 |
| Savigny               | 88449      | 88130      | 6,17             | 194 (2012)                        | 31                 |
| Socourt               | 88458      | 88130      | 3,85             | 269 (2012)                        | 70                 |
| Ubexy                 | 88480      | 88130      | 5,01             | 170 (2012)                        | 34                 |
| Varmonzey             | 88493      | 88450      | 2,57             | 30 (2012)                         | 12                 |
| Vincey                | 88513      | 88450      | 12,81            | 2 244 (2012)                      | 175                |
| Vomécourt-sur-Madon   | 88522      | 88500      | 3,53             | 69 (2012)                         | 20                 |
| Xaronval              | 88529      | 88130      | 5,25             | 94 (2012)                         | 18                 |

### Composition depuis 2015
Le canton de Charmes comprend désormais cinquante-deux communes entières.
| Nom                             | Code Insee | Intercommunalité                 | Superficie (km2) | Population (dernière pop. légale) | Densité (hab./km2) | Modifier                                    |
| ------------------------------- | ---------- | -------------------------------- | ---------------- | --------------------------------- | ------------------ | ------------------------------------------- |
| Charmes (bureau centralisateur) | 88090      | CA d'Épinal                      | 23,49            | 4 489 (2022)                      | 191                | modifier les données · modifier les données |
| Avillers                        | 88023      | CC de Mirecourt Dompaire         | 6,92             | 87 (2022)                         | 13                 | modifier les données · modifier les données |
| Avrainville                     | 88024      | CC de Mirecourt Dompaire         | 4,57             | 115 (2022)                        | 25                 | modifier les données · modifier les données |
| Battexey                        | 88038      | CC de Mirecourt Dompaire         | 2,72             | 34 (2022)                         | 13                 | modifier les données · modifier les données |
| Bettegney-Saint-Brice           | 88055      | CC de Mirecourt Dompaire         | 5,32             | 162 (2022)                        | 30                 | modifier les données · modifier les données |
| Bettoncourt                     | 88056      | CC de Mirecourt Dompaire         | 3,18             | 91 (2022)                         | 29                 | modifier les données · modifier les données |
| Bouxières-aux-Bois              | 88069      | CC de Mirecourt Dompaire         | 7,68             | 144 (2022)                        | 19                 | modifier les données · modifier les données |
| Bouxurulles                     | 88070      | CC de Mirecourt Dompaire         | 6,70             | 178 (2022)                        | 27                 | modifier les données · modifier les données |
| Brantigny                       | 88073      | CA d'Épinal                      | 3,01             | 200 (2022)                        | 66                 | modifier les données · modifier les données |
| Bult                            | 88080      | CC de la Région de Rambervillers | 9,86             | 303 (2022)                        | 31                 | modifier les données · modifier les données |
| Chamagne                        | 88084      | CA d'Épinal                      | 15,29            | 442 (2022)                        | 29                 | modifier les données · modifier les données |
| Châtel-sur-Moselle              | 88094      | CA d'Épinal                      | 11,86            | 1 726 (2022)                      | 146                | modifier les données · modifier les données |
| Clézentaine                     | 88110      | CC de la Région de Rambervillers | 13,11            | 219 (2022)                        | 17                 | modifier les données · modifier les données |
| Damas-aux-Bois                  | 88121      | CA d'Épinal                      | 29,46            | 273 (2022)                        | 9,3                | modifier les données · modifier les données |
| Deinvillers                     | 88127      | CC de la Région de Rambervillers | 5,60             | 55 (2022)                         | 9,8                | modifier les données · modifier les données |
| Derbamont                       | 88129      | CC de Mirecourt Dompaire         | 6,83             | 99 (2022)                         | 14                 | modifier les données · modifier les données |
| Essegney                        | 88163      | CA d'Épinal                      | 8,41             | 745 (2022)                        | 89                 | modifier les données · modifier les données |
| Évaux-et-Ménil                  | 88166      | CC de Mirecourt Dompaire         | 5,00             | 355 (2022)                        | 71                 | modifier les données · modifier les données |
| Fauconcourt                     | 88168      | CC de la Région de Rambervillers | 4,90             | 131 (2022)                        | 27                 | modifier les données · modifier les données |
| Florémont                       | 88173      | CA d'Épinal                      | 8,09             | 473 (2022)                        | 58                 | modifier les données · modifier les données |
| Gircourt-lès-Viéville           | 88202      | CC de Mirecourt Dompaire         | 8,44             | 195 (2022)                        | 23                 | modifier les données · modifier les données |
| Gugney-aux-Aulx                 | 88223      | CC de Mirecourt Dompaire         | 8,67             | 171 (2022)                        | 20                 | modifier les données · modifier les données |
| Hadigny-les-Verrières           | 88224      | CA d'Épinal                      | 13,74            | 378 (2022)                        | 28                 | modifier les données · modifier les données |
| Haillainville                   | 88228      | CA d'Épinal                      | 12,26            | 181 (2022)                        | 15                 | modifier les données · modifier les données |
| Hardancourt                     | 88230      | CC de la Région de Rambervillers | 3,33             | 35 (2022)                         | 11                 | modifier les données · modifier les données |
| Hergugney                       | 88239      | CA d'Épinal                      | 5,46             | 130 (2022)                        | 24                 | modifier les données · modifier les données |
| Jorxey                          | 88254      | CC de Mirecourt Dompaire         | 5,40             | 81 (2022)                         | 15                 | modifier les données · modifier les données |
| Langley                         | 88260      | CA d'Épinal                      | 2,73             | 144 (2022)                        | 53                 | modifier les données · modifier les données |
| Madegney                        | 88280      | CC de Mirecourt Dompaire         | 3,05             | 126 (2022)                        | 41                 | modifier les données · modifier les données |
| Marainville-sur-Madon           | 88286      | CC de Mirecourt Dompaire         | 4,88             | 98 (2022)                         | 20                 | modifier les données · modifier les données |
| Moriville                       | 88313      | CA d'Épinal                      | 25,05            | 436 (2022)                        | 17                 | modifier les données · modifier les données |
| Moyemont                        | 88318      | CC de la Région de Rambervillers | 12,30            | 221 (2022)                        | 18                 | modifier les données · modifier les données |
| Nomexy                          | 88327      | CA d'Épinal                      | 7,95             | 1 927 (2022)                      | 242                | modifier les données · modifier les données |
| Ortoncourt                      | 88338      | CC de la Région de Rambervillers | 4,39             | 87 (2022)                         | 20                 | modifier les données · modifier les données |
| Pont-sur-Madon                  | 88354      | CC de Mirecourt Dompaire         | 3,42             | 181 (2022)                        | 53                 | modifier les données · modifier les données |
| Portieux                        | 88355      | CA d'Épinal                      | 7,90             | 1 215 (2022)                      | 154                | modifier les données · modifier les données |
| Rapey                           | 88374      | CC de Mirecourt Dompaire         | 3,03             | 24 (2022)                         | 7,9                | modifier les données · modifier les données |
| Regney                          | 88378      | CC de Mirecourt Dompaire         | 3,90             | 103 (2022)                        | 26                 | modifier les données · modifier les données |
| Rehaincourt                     | 88379      | CA d'Épinal                      | 15,22            | 361 (2022)                        | 24                 | modifier les données · modifier les données |
| Romont                          | 88395      | CC de la Région de Rambervillers | 19,26            | 362 (2022)                        | 19                 | modifier les données · modifier les données |
| Rugney                          | 88406      | CA d'Épinal                      | 5,73             | 131 (2022)                        | 23                 | modifier les données · modifier les données |
| Saint-Genest                    | 88416      | CC de la Région de Rambervillers | 6,26             | 133 (2022)                        | 21                 | modifier les données · modifier les données |
| Saint-Maurice-sur-Mortagne      | 88425      | CC de la Région de Rambervillers | 6,78             | 181 (2022)                        | 27                 | modifier les données · modifier les données |
| Saint-Vallier                   | 88437      | CC de Mirecourt Dompaire         | 4,44             | 100 (2022)                        | 23                 | modifier les données · modifier les données |
| Savigny                         | 88449      | CA d'Épinal                      | 6,17             | 203 (2022)                        | 33                 | modifier les données · modifier les données |
| Socourt                         | 88458      | CA d'Épinal                      | 3,85             | 282 (2022)                        | 73                 | modifier les données · modifier les données |
| Ubexy                           | 88480      | CA d'Épinal                      | 5,01             | 169 (2022)                        | 34                 | modifier les données · modifier les données |
| Varmonzey                       | 88493      | CC de Mirecourt Dompaire         | 2,57             | 24 (2022)                         | 9,3                | modifier les données · modifier les données |
| Vincey                          | 88513      | CA d'Épinal                      | 12,81            | 2 073 (2022)                      | 162                | modifier les données · modifier les données |
| Vomécourt                       | 88521      | CC de la Région de Rambervillers | 7,03             | 258 (2022)                        | 37                 | modifier les données · modifier les données |
| Vomécourt-sur-Madon             | 88522      | CC de Mirecourt Dompaire         | 3,53             | 68 (2022)                         | 19                 | modifier les données · modifier les données |
| Xaronval                        | 88529      | CC de Mirecourt Dompaire         | 5,25             | 108 (2022)                        | 21                 | modifier les données · modifier les données |
| Canton de Charmes               | 8803       |                                  | 421,81           | 20 507 (2022)                     | 49                 | modifier les données                        |

## Démographie

### Démographie avant 2015
| 1962   | 1968   | 1975   | 1982   | 1990   | 1999   | 2006   | 2011   | 2012   |
| ------ | ------ | ------ | ------ | ------ | ------ | ------ | ------ | ------ |
| 13 221 | 12 973 | 13 282 | 12 912 | 12 319 | 12 157 | 12 313 | 12 503 | 12 521 |

### Démographie depuis 2015
En 2022, le canton comptait 20 507 habitants, en évolution de −2,8 % par rapport à 2016 (Vosges : −2,96 %, France hors Mayotte : +2,11 %).
| 2013   | 2018   | 2022   |
| ------ | ------ | ------ |
| 20 952 | 21 011 | 20 507 |